# Republikańska Partia Armenii
Republikańska Partia Armenii (orm. Հայաստանի Հանրապետական Կուսակցութուն, Hayastani Hanrapetakan Kusaktsutyun, HHK) –
konserwatywna partia polityczna Armenii.
Była pierwszą partią jaka została założona w niepodległej Armenii (2 kwietnia 1990) i jaka została zarejestrowana (14 maja 1991).
W ostatnich wyborach (20 czerwca 2021), uzyskała 5,2% głosów i zdobyła 4 ze 107 miejsc w parlamencie. Jej członkiem był zmarły nagle 25 marca 2007 premier Andranik Markarian.